# Costanza Bonadonna

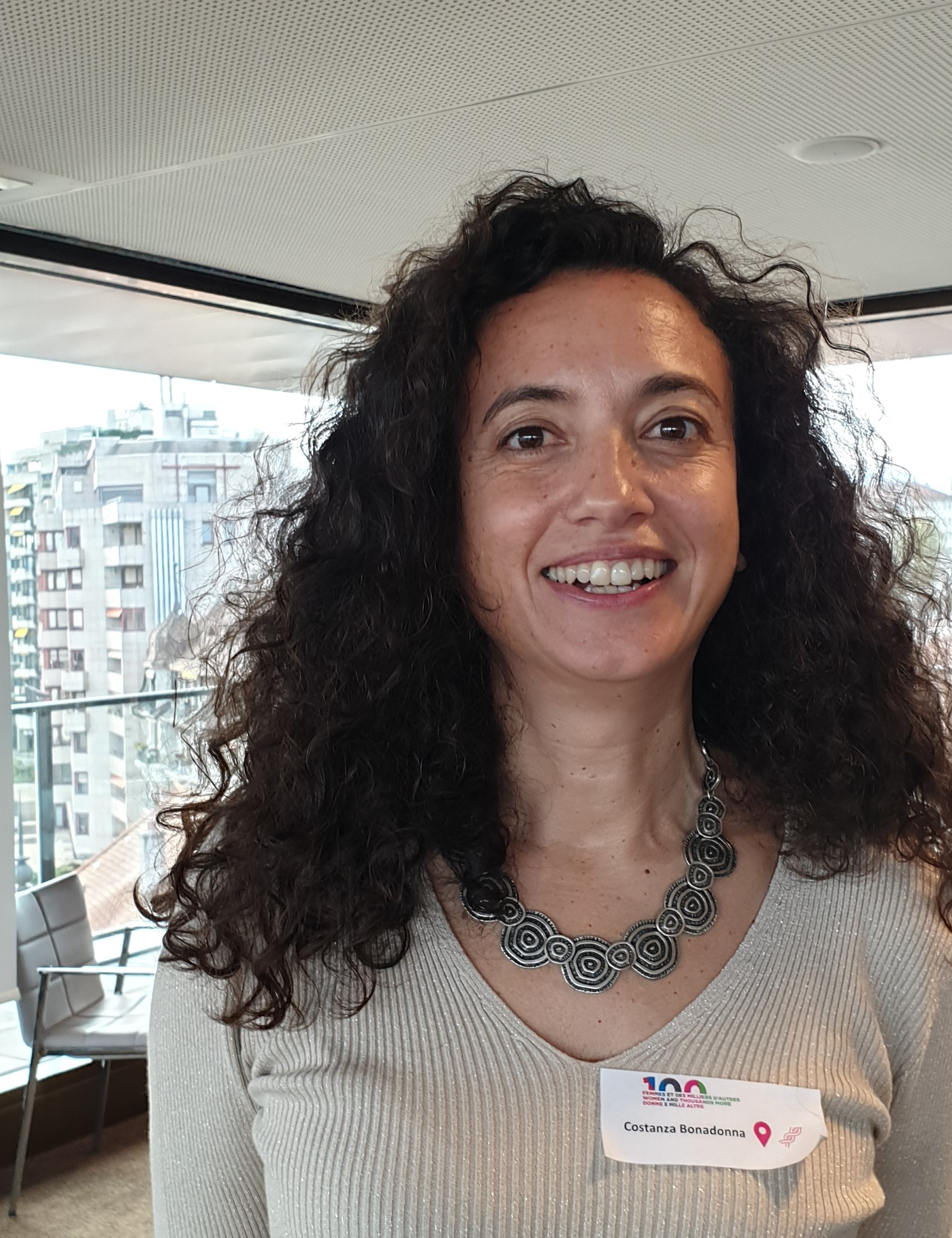
Costanza Bonadonna an der Buchvernissage (2019)

Costanza Bonadonna (geboren 1971) ist eine italienische Vulkanologin und ordentliche Professorin an der Universität Genf im Bereich Umweltwissenschaften. Im November 2019 war sie eine von 100 Frauen aus der Romandie, dem Tessin und der Franche-Comté, welche in einem Buch porträtiert wurden, um als Rollenmodell für Mädchen zu dienen.

## Leben und Wirken
Nach dem Besuch des Gymnasiums in Pisa studierte Costanza Bonadonna zuerst Geologie an der Universität Pisa, an der auch ihr Vater lehrte. Dann erwarb sie ihren Doktortitel (PhD) in Vulkanologie an der Universität Bristol in England. Während der zerstörerischen Eruption des Vulkans Soufrière Hills in den 1990er-Jahren hielt sie sich auf der Insel Montserrat auf.
Seit 2007 ist Bonadonna Direktorin des Studiengangs für die Beurteilung und das Management geologischer und klimabedingter Risiken (CERG-C). 2018 wurde sie zudem zur Vize-Dekanin der naturwissenschaftlichen Fakultät der Universität Genf ernannt.
Ihre Forschung konzentriert sich auf die Modellierung von Sedimenten aus vulkanischen Gasen, die Entwicklung neuer Methodologien für die Charakterisierung von Ablagerungen von Kraterauswurf-Materialien (sogenannte Tephra oder pyroklastische Sedimente) sowie die Entwicklung von Wahrscheinlichkeitsberechnungen zur Beurteilung der Zufälligkeit von Tephra-Ablagerungen. Sie ist zudem an verschiedenen multidisziplinären Projekten rund um die Quantifizierung von Risiken beteiligt.
Als Associate Editor publiziert sie u. a. im Bulletin of Volcanology. Von 2012 bis 2019 war Bonadonna zudem Mitglied des Steering Committee des Zentrums für Ausbildung und Forschung in der humanitären Hilfe (Centre for Education and Research in Humanitarian Action, CERAH).

## Forschungsprojekte
- 2017 bis 2020: SNSF, Modelling settling-driven gravitational instabilities from volcanic clouds
- 2018 bis 2021: H2020, Teilprogramm Integrating and opening research Infrastructures of European interest (INFRAIA 2016 bis 2017),  EUROVOLC:  European  Network  of  Observatories  and Research Infrastructures for Volcanology
- 2018 bis 2021: Horizont 2020 (H2020), Teilprogramm Future and Emerging Technologies (FET-Open 2016 bis 2017), NEWTON-g: New Tools for Terrain Gravimetry
- 2020 bis 2024: Schweizerischer Nationalfonds zur Förderung der wissenschaftlichen Forschung (Swiss National Science Foundation, SNSF), A  new  probabilistic  framework  for  regional  volcanic  risk  assessment  including hazards interacting at multiple temporal and spatial scales

## Auszeichnungen
- 2001: President’s Award, Geological Society of London (UK)
- 2001: Position in the SOEST Young Investigator Program of the University of Hawaii (USA) for the period betweenSeptember 2002 and August 2004
- 2004: Outstanding Recent Graduate Award (George Walker Award). International Association of Volcanology and Chemistry of the Earth’s Interior (IAVCEI)
- 2004: Outstanding Woman in Science Award, Geological Society of America (USA)
- 2005: Outstanding Faculty Research Achievement Award, University of South Florida (USA)
- 2005: Research Rising Star, University of South Florida (USA)
- 2021: Mitglied der Academia Europaea[5]